# Natasha Fraser
Natasha Fraser (ur. w 1981) – kanadyjska lekkoatletka, biegaczka długodystansowa.

## Osiągnięcia
| Rok  | Impreza                                  | Miejsce    | Konkurencja      | Lokata     | Wynik |
| ---- | ---------------------------------------- | ---------- | ---------------- | ---------- | ----- |
| 2013 | Mistrzostwa NACAC w biegach przełajowych | Mandeville | bieg seniorek    | 1. miejsce | 21:07 |
| 2013 | Mistrzostwa NACAC w biegach przełajowych | Mandeville | drużyna seniorek | 1. miejsce |       |

Medalistka mistrzostw Kanady.